# Gespanschaft Koprivnica-Križevci
Die Gespanschaft Koprivnica-Križevci [ˈkɔpriːʋnitsa ˈkriːʒɛːʋtsi] (kroat. Koprivničko-križevačka županija) ist eine Gespanschaft im Norden Kroatiens. Sie liegt nordöstlich von Zagreb an der Grenze zu Ungarn. Sie hat eine Fläche von 1.748 km² und 99.937 Einwohner (Stand 31. Dezember 2021). Der Verwaltungssitz ist Koprivnica.

## Bevölkerung

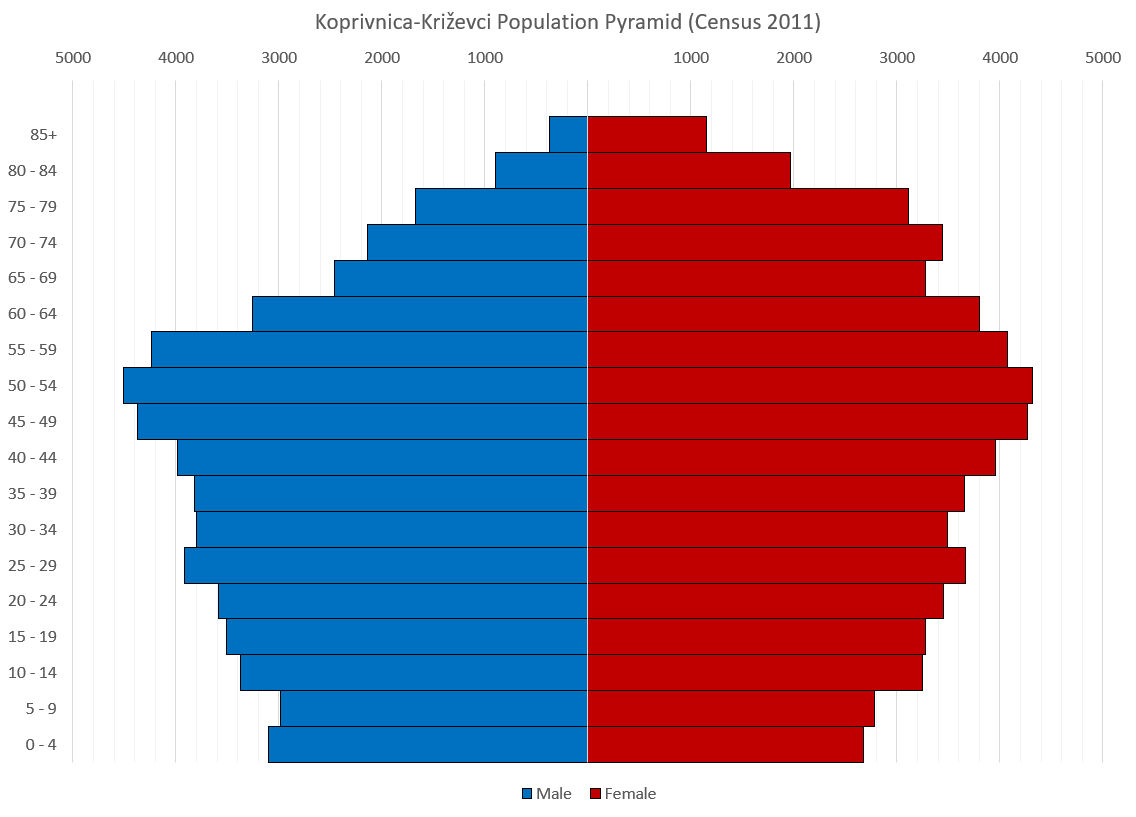
Alterspyramide der Gespanschaft Koprivnica-Križevci (Volkszählung 2011)

Zusammensetzung der Bevölkerung nach Nationalitäten (Daten der Volkszählung von 2011):
| Ethnie  | Anzahl  | Prozent |
| ------- | ------- | ------- |
| Kroaten | 111.188 | 96,20 % |
| Serben  | 002.196 | 01,90 % |
| Roma    | 000.925 | 00,80 % |

## Städte und Gemeinden
Die Gespanschaft Koprivnica-Križevci ist in 3 Städte und 22 Gemeinden gegliedert. Diese werden nachstehend jeweils mit der Einwohnerzahl zur Zeit der Volkszählung von 2011 aufgeführt.

### Städte
| Stadt      | Einw.  |
| ---------- | ------ |
| Đurđevac   | 08.264 |
| Koprivnica | 30.854 |
| Križevci   | 21.122 |

### Gemeinden
| Gemeinde             | Einw. |
| -------------------- | ----- |
| Drnje                | 1.863 |
| Đelekovec            | 1.533 |
| Ferdinandovac        | 1.750 |
| Gola                 | 2.431 |
| Gornja Rijeka        | 1.779 |
| Hlebine              | 1.304 |
| Kalinovac            | 1.597 |
| Kalnik               | 1.351 |
| Kloštar Podravski    | 3.306 |
| Koprivnički Bregi    | 2.381 |
| Koprivnički Ivanec   | 2.121 |
| Legrad               | 2.241 |
| Molve                | 2.189 |
| Novigrad Podravski   | 2.872 |
| Novo Virje           | 1.216 |
| Peteranec            | 2.704 |
| Podravske Sesvete    | 1.630 |
| Rasinja              | 3.267 |
| Sokolovac            | 3.417 |
| Sveti Ivan Žabno     | 5.222 |
| Sveti Petar Orehovec | 4.583 |
| Virje                | 4.587 |